# کومالور
کومالور (به انگلیسی: Coumachlor) با فرمول شیمیایی C۱۹H۱۵ClO۴ یک ترکیب شیمیایی با شناسه پاب‌کم ۶۶۹۲ است. که جرم مولی آن ۳۴۲٫۷۷ g/mol می‌باشد. 